# Cratere Quslu
Quslu  è un cratere sulla superficie di Venere.